# Adam Georgiev
Adam Georgiev (4. juli 1980 i Prag) er en tjekkisk digter og forfatter. Han er mest kendt for sine homoseksuelle temaer, og i 2010 blev han erklæret Tjekkiets bedstsælgende homoseksuelle forfatter.

## Karriere
For en digtsamling udgivet i 2007 modtog han to nomineringer til Årets Bog via en stemmeafgivning udført af det prominente dagblad Lidové noviny. En af nomineringerne kom fra Eva Kantůrková, formanden for Akademiet for Tjekkisk Litteratur (”Det, der tiltrak mig, var den udfordrende skrivestil, som med en vis banalitet modsætter sig både den populære, men også tidens litterære stemning.”) En anden nominering kom fra Mariusz Szczygieł, vinder af Den Europæiske Bogpris, mens dr. Alexej Mikulášek, litterær ekspert, skrev, at borgen var: ”En af de bedste bøger i tjekkisk litteratur dette år.”
Som prosaiker blev han etableret med tre bøger kendt som den ”homoseksuelle trilogi”.
- Planeta samých chlapců (2008) /Christ Is Dancing
- Bulvár slunce/Boulevard of the Sun (2009), og
- Zabij mě, Eliso/Kill Me, Elisa (2009).

Trilogien er karakteriseret ved en åben og nøgtern at skildring af homoseksualitet, som ikke blot er enestående i tjekkisk litteratur, men også andre steder, og anmeldelsen i det prestigefyldte litteraturmagasin Literární noviny indfangede smerten i Georgievs tekster: ”Georgiev illustrerer, hvordan den homoseksuelle mand sjældent er elsket, at kærligheden mangler, at seksualiteten træder i dens sted.”
I sine senere tekster har Georgiev taget et skift væk fra en fremstilling af sin distinktive generation frem mod værker, der indholds- og stilmæssigt er mere isolerede. Blandt disse værker er de fiktive breve fra Paul Verlaine til Arthur Rimbaud i bogen Arthure, ty děvko umění/Arthur, You Whore of Art (2010). Vinder af en Golden Globe, instruktøren Agnieszka Holland, skrev forordene til hans bog, og det tjekkiske dagblad Právo skrev: ”Det er en erklæring om kropslig lidenskab og litterær dannelse.”
Georgiev har også haft succes i Polen, hvor han er blevet udgivet af Krytyka Polityczna. På Jagiellonian University i Krakow blev der i 2010 skrevet et speciale om hans værker, og Mariusz Szczygieł skrev i bogen, Zrób sobie raj/Make Yourself a Paradise, “Georgievs bøger handler om værdier.” (page 127, ISBN 978-83-7536-223-7) Georgives bøger er også blevet oversat til bulgarsk  og delvist til hollandsk (University of Amsterdam). . I 2013 udkom en engelsk oversættelse (Planeta samých chlapců, med titlen Christ Is Dancing). og i 2015 udkommer Planeta samých chlapců i Danmark med titlen Sanktvejtsdans.
I løbet af sin korte karriere er Georgiev både i hjem- og udland adskillige gange blevet sammenlignet med verdenskendte forfattere som Kundera, Gutiérrez og Beigbeder. Det polske dagblad Dziennik Gazeta Prawna skrev at Christ Is Dancing som hvis Almodóvar skrev We Children from Bahnhof Zoo". (13. 8. 2010)

## Gazeta Wyborcza om Christ Is Dancing
”Den berømte amerikanske homoseksuelle forfatter Edmund White sagde engang, at kirkens dogme er byggestenene til myten om den homoseksuelle som et offer. Målsætningen for homoseksuelle samtidsforfattere er at forandre denne myte og dermed også dogmet. Adam Georgiev – borger i ”ateismens kongerige”, som udgør Tjekkiet – er en af de få forfattere, der opnår denne målsætning. Som forfatter lader han sig ikke holde tilbage af sin seksualitet”.

### Anthologies
- Book About a Dick (Kniha o čuráku), Prague 2009
- Book About Screwing (Kniha o mrdání), Prague 2009

## Eksterne links
- Profile on Czech Literature Portal (in Czech) (Webside ikke længere tilgængelig)
- Interview of Czech daily Právo: "I am not a gay activist, I am fighting by art" (in Czech) Arkiveret 20. februar 2015 hos  Wayback Machine